# Sakakini Pascià
Gabriel Habib Sakakini Pascià (Damasco, 1841 – Il Cairo, 1923) è stato un imprenditore egiziano.
Il Conte Gabriel Habib Sakakini Pascià (ar| الباشا الكنت جبريل حبيب سكاكينى) è stato un ricchissimo uomo d'affari di origini siriane, che ha costruito edifici di vario tipo a cavallo tra la fine dell'Ottocento e gli inizi del Novecento al Cairo.

## Monumenti
Si devono al Sakakini Pascià i seguenti edifici:
- Il Palazzo Sakakini nel distretto di El-Sakkakini.
- La Cattedrale cattolica romana nel distretto di Al-Fajjala al Cairo.
- Il Cimitero cattolico romano della Cairo Vecchia.

## Titoli
- Pascià nel 1891.
- Conte nel 1921.

## Altre voci
- Teatro chediviale dell'Opera
- Canale di Suez